# Арнольд Ерет
Арнольд Ерет (Ehret Arnold) (29 липня 1866 — 9 жовтня 1922) — німецький педагог, віталіст, автор декількох книг з харчування, детоксикації, фруктаріанства, роздільного харчування, здоров'я, довголіття, натуропатії, фізичної культури і віталізму.

## З біографії
Арнольд Ерет народився 25 липня 1866 в Німеччині. Він цікавився фізикою, хімією, малюванням і живописом. Крім того, він мав схильність до мовознавства і знав німецьку, французьку, італійську та англійську мови.
Арнольд Ерет виріс в Санкт-Георген в Шварцвальді. Його бабуся і дідусь були лікарями, його батьки — ветеринарами. Арнольд Ерет навчався у Баден-Баден (дизайн) і Франкфурті, де він тоді працював вчителем у школі.
У віці 21 року Арнольд Ерет закінчив університет і був направлений на військову службу, але згодом був усунений від неї через проблеми з серцем.
У віці 31 року у Арнольда виявили хронічний нефрит, лікарі визнали його випадок невиліковним. Тоді Арнольд став вивчати природне лікування. У 1899 році він поїхав до Берліна, щоб вивчати вегетаріанство, а потім в Алжир, де він експериментував з постом і фруктовими дієтами. Ведучи такий спосіб життя, Арнольд вилікував себе сам.
На початку 1900 року він заснував дуже популярний санаторій у Асконе, Швейцарія, де зміг позбавляти від недуг тисячі пацієнтів, що вважаються невиліковними. Пізніше він переніс цей санаторій до Каліфорнії.
З великою впевненістю та ентузіазмом учений експериментував з голодуванням та дієтою. Ерет демонстрував неабиякі можливості свого організму, аби довести, що тривале голодування цілком можливе, дозволив ізолювали себе в кімнаті від зовнішнього світу. Лікарі вели за ним постійне спостереження. Одне голодування тривало 21 добу, друге — 24, інше 32, а останнє — 49 діб. У 1909 році в Кельні у «Констанс Паноптикумі» Ерет добровільно розпорядився закрити його у спеціальній камері. Вона була виготовленою таким чином, що нічого в середину передати було неможливо, крім хіба що письмової кореспонденції. З собою взяв певні папери для роботи та 125 л. питної води. Камера була скляною, і всі охочі могли цілодобово спостерігати за тим, що там всередині відбувається. Ерет планував провести у ній 51 добу. Проте витримав лише 49 діб, після чого попросив відкрити його. Незважаючи на те, що не дотягнув до заповітної мрії 48 годин, він встановив на той час світовий рекорд з голодування. Рекорд був офіційно нотаріально підтверджений. За словами самого Ерета, рішення припинити голодування було прийняте через несприятливі умови перебування у камері: маленька площа, антисанітарія від неможливості прибирати камеру, часті цілодобові відвідування не вельми вихованої публіки, безвідповідальне відношення персоналу «Паноптикуму» до своїх службових обов'язків, важке повітря, неможливість повноцінно відпочити… Закінчивши це голодування, Ерет написав книгу «Мій досвід 49-денного голодування», у якій змалював власні враження від цього і зробив дуже корисні висновки. Зокрема, він зазначав, що періодично голодувати добровільно і свідомо цілком можливо і корисно. Не вельми тривалі голодування запускають у організмі цілющі й оздоровчі процеси. Найбільше виснаження і послаблення організму настає на 11-13 добу від початку голодування. Потім воно переноситься значно краще. Настає навіть почуття певного комфорту і відвикання від регулярного харчування. Голодування тривалістю у 49 діб все ж є вельми довгим і реабілітуватися після нього без відповідних знань важко. Проте менш тривалі голодування для людини ефективні. То ж не варто без відповідного досвіду та без допомоги більш досвідченої людини відразу тривало голодувати. Ерет вважав, що успішне голодування стало можливим лише завдяки тренуванню і багаторічній фруктовій дієті
На думку Ерета, людський організм є «газоповітряним двигуном», який працює виключно тільки з киснем, і що дієта, що складається із безкрохмальних фруктів і овочів із зеленим листям, є єдиною придатною їжею для споживання людиною. Ерет підготував дієтичний трактат під назвою «Цілюща система безслизової дієти». Ця книга є його головною працею. Зазначимо, що книжки Ерета з'явилися у перекладах російською мовою лише в останні роки. Прихильники його вчення вважали і вважають, що певним політичним, медичним і бізнесовим колам вельми невигідно, щоб про його погляди знало якнайбільше людей.
Окремі уявлення Ерета про те, як готувати деякі фрукти перед вживанням, узгоджуються з вченням традиційної китайської медицини.
Ерет вважав, що вилікував сам себе. Він краще за лікарів знав свій організм і експериментував з ним, проводив на ньому досліди. Особливості його системи виглядають приблизно таким чином:
- повна відмова від термічно обробленої їжі (вареної, смаженої, копченої);
- лікування виключно шляхом голодування і харчування свіжими фруктами замість використання хімічних препаратів (пігулок, порошків, щеплень тощо), які, на думку Ерета, лише послаблюють імунітет людини, приборкують на деякий час симптоми хвороби, але не ліквідують її причину. Людина, що лікується хімічними препаратами, не лише не вилікується, але невдовзі буде лікуватися від наслідків вживання цих препаратів;
- харчування виключно свіжими фруктами, зокрема ягодами вишні та особливо виноградом;
- виключення з раціону будь-яких продуктів, що містять крохмаль. Особливо тих, що утворюють слизину. До таких він відносив крупи, борошно, каші тощо;
- невживання чорного чаю, кави, приправ, легких і міцних спиртних напоїв, а також тютюнових виробів;
- відмова від вживання молока. Молоко — продукт годування немовляти груддю. Після закінчення грудного годування людині протягом усього життя молоко не потрібне. Коров'яче молоко — ідеальний продукт лише для теляти. Важко також зрозуміти, чому людині рекомендують саме коров'яче молоко, а не будь-яке інше. Людині слід повністю відмовитись від вживання коров'ячого та й будь-якого іншого молока;
- періодичне влаштування розвантажувальних днів і голодування. Починати варто з 36-годинного посту. Наприклад, якщо ви повечеряли у п'ятницю, то голодуєте до обіду у неділю. Призвичаївшись до таких розвантажень організму, варто переходити до більш тривалого голодування;
- максимально довше утримування від першого прийому їжі. Не варто їсти вранці. Сніданок треба відтягти ближче до півдня. Поступово можна обмежитись одним прийомом їжі протягом доби;
- фізичні навантаження (пішохідне ходіння на великі відстані, біг, катання на велосипеді, фізична праця тощо), що відволікають від думок про їжу;
Ерет помітив, що у разі харчування виключно свіжими фруктами змінюється склад і колір крові. Як наслідок, змінюється характер ран на тілі. У фруктоїда рани загоюються швидше, не такі болючі. Вони практично не вкриті товстою кіркою. Після тривалого вживання фруктів змінюється також і зовнішній вигляд шкіри. Вона стає більш темною, ніби людина пеклася на сонці.
На своєму досвіді Ерет довів, що чим чистіше тіло від сміття (слизу), тим легшим і тривалішим може бути голодування. Свій світовий рекорд з голодування він зміг здійснити лише за умови суворої безслизової дієти протягом тривалого часу.
На глибоке переконання Ерета, людині зовсім не варто багато їсти взагалі. Тим більше не слід споживати у великій кількості продукти, що містять білок, особливо тваринного походження. Зокрема м'ясо. Чимало тварин зовсім не їдять м'ясо, а їдять виключно траву та іншу рослинну їжу, але при цьому цілком нормально себе почувають. Ту ж таки корову ніхто не змушує їсти корову….
Велика вага людини не є ознакою здоров'я. Навпаки, худа людина має значно більше шансів прожити довше і бути здоровим. Індуський факір значно худіший за багатьох інших людей, але він живе довше і тривалий час обходиться без їжі. І це ніяк не позначається на його самопочутті. Тому для «будівництва» тіла не варто переїдати.
Погляди Арнольда Ерета називають еретизмом, а його послідовників еретистами.
9 жовтня 1922 у віці 56 років Арнольд Ерет помер за загадкових обставин. За офіційною версією, послизнувся і розбив голову, повертаючись додому після лекції. Прихильники його системи здорового способу життя і харчування вважають, що його було підступно вбито. Замовниками вбивства нібито були ділки від фармацевтичного або продовольчого бізнесу. Вони нібито побоювалися, що запропонований Еретом здоровий спосіб життя призведе до скорочення попиту на ліки та продукти харчування. І це призведе до зменшення їхніх прибутків. Проте ця версія є лише припущенням. Ніяких переконливих доказів на її підтвердження немає.